# Jules Ernest Tissot
Jules Ernest Tissot, född 1867 i Genève, död 1922, var en schweizisk författare. 
Tissot studerade i sin födelsestad och i Heidelberg, företog sedan långa resor i Italien, Tyskland och Ungern, blev sedan tidningsman i Paris, där han representerade den litterära kosmopolitismen och skildrade främmande folk och deras kulturer i romaner likaväl som i kritiska arbeten. Av hans berättelser kan nämnas Les cinq nuits de passion (1893) och La dame de l'ennui (1895), av hans litteraturkritiska verk Le drame norvégien (1892); dessutom skrev han flera reseskildringar.